# Jalālābad
Jalālābad är en ort i Indien.   Den ligger i distriktet Muzaffarnagar och delstaten Uttar Pradesh, i den norra delen av landet, 110 km norr om huvudstaden New Delhi. Jalālābad ligger 258 meter över havet och antalet invånare är 25 302.
Terrängen runt Jalālābad är mycket platt. Runt Jalālābad är det mycket tätbefolkat, med 1 095 invånare per kvadratkilometer. Närmaste större samhälle är Thāna Bhawan, 4,1 km sydväst om Jalālābad. Trakten runt Jalālābad består till största delen av jordbruksmark.